# Untere Mühle (Markt Bibart)
Untere Mühle  (fränkisch: Alda Mühl) ist eine Wüstung auf dem Gemeindegebiet des Marktes Markt Bibart im Landkreis Neustadt an der Aisch-Bad Windsheim (Mittelfranken, Bayern).

## Geografie
Die Einöde stand einen halben Kilometer östlich des Gemeindeteils Markt Bibart auf einer Höhe von 304 m ü. NHN rechtsseits der Bibart. An ihrer Stelle stehen heute Haus Nr. 29 und 31 der Mühlstraße.

## Geschichte
Der Ort wurde 1605 im Pfarreinkünfte-Register Bibart als „Alde Mühl“ erstmals erwähnt. Auch 1756 wurde der Ort „alte Mühl“ genannt. Auf welches Objekt sich das Bestimmungswort „alt“ bezieht, bleibt unklar. Der amtliche Ortsname „Untere Mühle“ ist eine Lagebezeichnung zu einer flussaufwärtsgelegenen Mühle. Im Rahmen des Gemeindeedikts (frühes 19. Jahrhundert) wurde Untere Mühle dem Steuerdistrikt und  Munizipalgemeinde Markt Bibart zugeordnet. Untere Mühle bildete ab der zweiten Hälfte des 20. Jahrhunderts eine geschlossene Siedlung mit Markt Bibart, in der Folge wurde der Ortsname 1961 amtlich aufgehoben. Die ursprünglichen Gebäude sind mittlerweile abgerissen.

### Einwohnerentwicklung
| Jahr      | 001836 | 001840 | 001861 | 001871 | 001885 | 001900 | 001925 | 001950 |
| Einwohner | 6      | 7      | *      | 6      | 5      | 4      | 6      | 2      |
| Häuser    | 1      | 2      |        |        | 1      | 1      | 1      | 1      |
| Quelle    | [ 6 ]  | [ 7 ]  | [ 8 ]  | [ 9 ]  | [ 10 ] | [ 11 ] | [ 12 ] | [ 13 ] |